# آرون سروانتس
آرون سروانتس (انگلیسی: Aaron Cervantes؛ زادهٔ ۲۰ مارس ۲۰۰۲) بازیکن فوتبال اهل ایالات متحده آمریکا است.
از باشگاه‌هایی که در آن بازی کرده‌است می‌توان به باشگاه فوتبال اورنج کانتی بلوز اشاره کرد.
وی همچنین در تیم ملی فوتبال United States U17 بازی کرده‌است.